# Lucelia Blanco
Lucelia Blanco (ur. 19 czerwca 1982 w San Antonio de Los Altos) – wenezuelska wspinaczka sportowa. Specjalizowała się w boulderingu, w prowadzeniu oraz we wspinaczce na czas.  Dwukrotna mistrzyni Ameryki Południowej z 2004. Dwukrotna mistrzyni obu Ameryk we wspinaczce na czas 2010 oraz 2012. 

## Kariera
Wielokrotna medalistka, mistrzyni Ameryki z 2004, 2010 oraz z roku 2012 we wspinaczce sportowej w konkurencji na czas, a w 2002 zdobyła srebrny medal w konkurencji na czas, a w 2010 w boulderingu.
Uczestniczka zawodów wspinaczkowych World Games we Duisburgu w 2005, gdzie zajęła 8 miejsce we wspinaczce sportowej, a w kolumbijskim Cali w 2013 była dziesiąta we wspinaczce na czas.
Wielokrotna uczestniczka, medalistka prestiżowych zawodów wspinaczkowych Rock Master we włoskim Arco, gdzie w roku 2009 i 2010 zdobyła dwa brązowe medale.

## Osiągnięcia

### Mistrzostwa świata
| Konkurencje  | 2005 | 2007 | 2011 | 2012 |
| Bouldering   | 46   | 47   | —    | —    |
| Prowadzenie  | —    | 48   | —    | —    |
| Wsp. na czas | 10   | 8    | 10   | 20   |

### World Games
| Konkurencje  | 2005 | 2013 |
| Wsp. na czas | 8    | 10   |

### Mistrzostwa Ameryki
| Konkurencje  | 2002 | 2004 | 2010 | 2012 |
| Bouldering   | —    | —    | 2    | 5    |
| Prowadzenie  | —    | 1    | —    | —    |
| Wsp. na czas | 2    | 1    | 1    | 1    |

### Rock Master
| Konkurencje  | 2008 | 2009 | 2010 |
| Wsp. na czas | 7    | 3    | 3    |